# Frontera entre Cuba i Haití
La frontera entre Cuba i Haití és totalment marítima i separa les illes de Cuba i dela Hispaniola. Connecta els dos estrets de Pas dels Vents i el Canal de Jamaica.
En octubre de 1977 es va formalitzar un tractat amb una línia de demarcació de 50 punts.
- Punt 1 : 20°22'24.76" N.,73°34'56.48" O. (Trifini amb les Bahames)
- Punt 2 : 20°19'17.27" N.,73°36'45.08" O.
- Punt 3 : 20°7'44.7" N.,73°43'11.10" O.
- Punt 4 : 20°5'15.16" N.,73°44'30.05" O.
- Punt 5 : 19°59'42.59" N.,73°47'36.67" O.
- Punt 6 : 19°57'19.38" N.,73°48'53.03" O.
- Punt 7 : 19°54'4.16" N.,73°51'4.2" O.
- Punt 8 : 19°50'29.42" N.,73°53'9.98" O.
- Punt 9 : 19°50'23.38" N.,73°53'13.07" O.
- Punt 10 : 19°49'41.40" N.,73°53'35.78" O.
- Punt 11 : 19°44'35.27" N.,73°55'59.22" O.
- Punt 12 : 19°43'33.7" N.,73°56'29.65" O.
- Punt 13 : 19°40'32.76" N.,73°58'3.17" O.
- Punt 14 : 19°35'46.24" N.,74°0'38.81" O.
- Punt 15 : 19°32'20.09" N.,74°2'26.66" O.
- Punt 16 : 19°27'56.12" N.,74°4'40.55" O.
- Punt 17 : 19°27'35.78" N.,74°4'53.44" O.
- Punt 18 : 19°24'18.12" N.,74°6'47.94" O.
- Punt 19 : 19°24'39.92" N.,74°7'20.56" O.
- Punt 20 : 19°24'20.88" N.,74°8'46.62" O.
- Punt 21 : 19°23'58.75" N.,74°10'44.25" O.
- Punt 22 : 19°23'50.15" N.,74°11'18.96" O.
- Punt 23 : 19°23'21.42" N.,74°13'31.72" O.
- Punt 24 : 19°23'18.14" N.,74°13'44.77" O.
- Punt 25 : 19°22'52.07" N.,74°15'44.21" O.
- Punt 26 : 19°22'28.04" N.,74°17'18.04" O.
- Punt 27 : 19°22'3.13" N.,74°19'9.26" O.
- Punt 28 : 19°21'53.75" N.,74°19'45.63" O.
- Punt 29 : 19°21'17.47" N.,74°22'26.58" O.
- Punt 30 : 19°21'15.17" N.,74°24'38.45" O.
- Punt 31 : 19°20'48.86" N.,74°24'32.89" O.
- Punt 32 : 19°20'31.98" N.,74°25'37.76" O.
- Punt 33 : 19°20'9.20" N.,74°27'17.17" O.
- Punt 34 : 19°19'53.14" N.,74°28'38.57" O.
- Punt 35 : 19°19'38.21" N.,74°29'42.39" O.
- Punt 36 : 19°19'26.08" N.,74°32'42.44" O.
- Punt 37 : 19°19'0.82" N.,74°33'20.71" O.
- Punt 38 : 19°18'43.83" N.,74°33'51.74" O.
- Punt 39 : 19°18'7.53" N.,74°36'23.03" O.
- Punt 40 : 19°17'21.29" N.,74°39'8.84" O.
- Punt 41 : 19°16'24.49" N.,74°42'14.73" O.
- Punt 42 : 19°15'19.07" N.,74°45'23.80" O.
- Punt 43 : 19°15'4.57" N.,74°46'1.65" O.
- Punt 44 : 19°12'30.58" N.,74°51'39.08" O.
- Punt 45 : 19°10'31.91" N.,74°56'21.64" O.
- Punt 46 : 19°8'2.63" N.,75°1'41.22" O.
- Punt 47 : 19°3'35.70" N.,75°10'8.80" O.
- Punt 48 : 18°59'43.75" N.,75°16'13.20" O.
- Punt 49 : 18°52'25.62" N.,75°26'59.36" O.
- Punt 50 : 18°51'41.81" N.,75°28'4.79" O.
- Punt 51 : 18°49'55.74" N.,75°30'23.50" O. (Trifini amb Jamaica)